# Allosauridae
Die Allosauridae sind ein Taxon der Carnosauria und gehören damit zu den Theropoden (Theropoda), den fleischfressenden Dinosauriern. Die Allosauriden sind größer und schlanker (damit auch beweglicher) als die Megalosauridae. Mehr als die Hälfte der Länge entfiel auf den Schwanz. Der kurze, schwere Kopf mit den säbelähnlichen Zähnen im Kiefer saß auf einem starken Hals, der zu einem relativ schmalen Körper gehörte. Die Tiere maßen zwischen 4,3 und 11 Meter in der Länge und wogen zwischen 300 kg und 7 Tonnen. Sie lebten im späten Oberjura. 
Der einzige gut bekannte Vertreter ist Allosaurus.
Saurophaganax maximus wurde ebenfalls als Vertreter der Allosauridae betrachtet, gilt jedoch nach aktuellem Stand (2024) als Nomen dubium und kann nicht mehr in die Familie eingeordnet werden. Außerdem wird auch eine unbenannte Vordergliedmaße aus dem Valanginium von Frankreich den Allosauriden zugeordnet.

## Systematik
- Allosauridae
  - Allosaurus
  - Antrodemus?
  - Epanterias?